# 道の駅奥出雲おろちループ

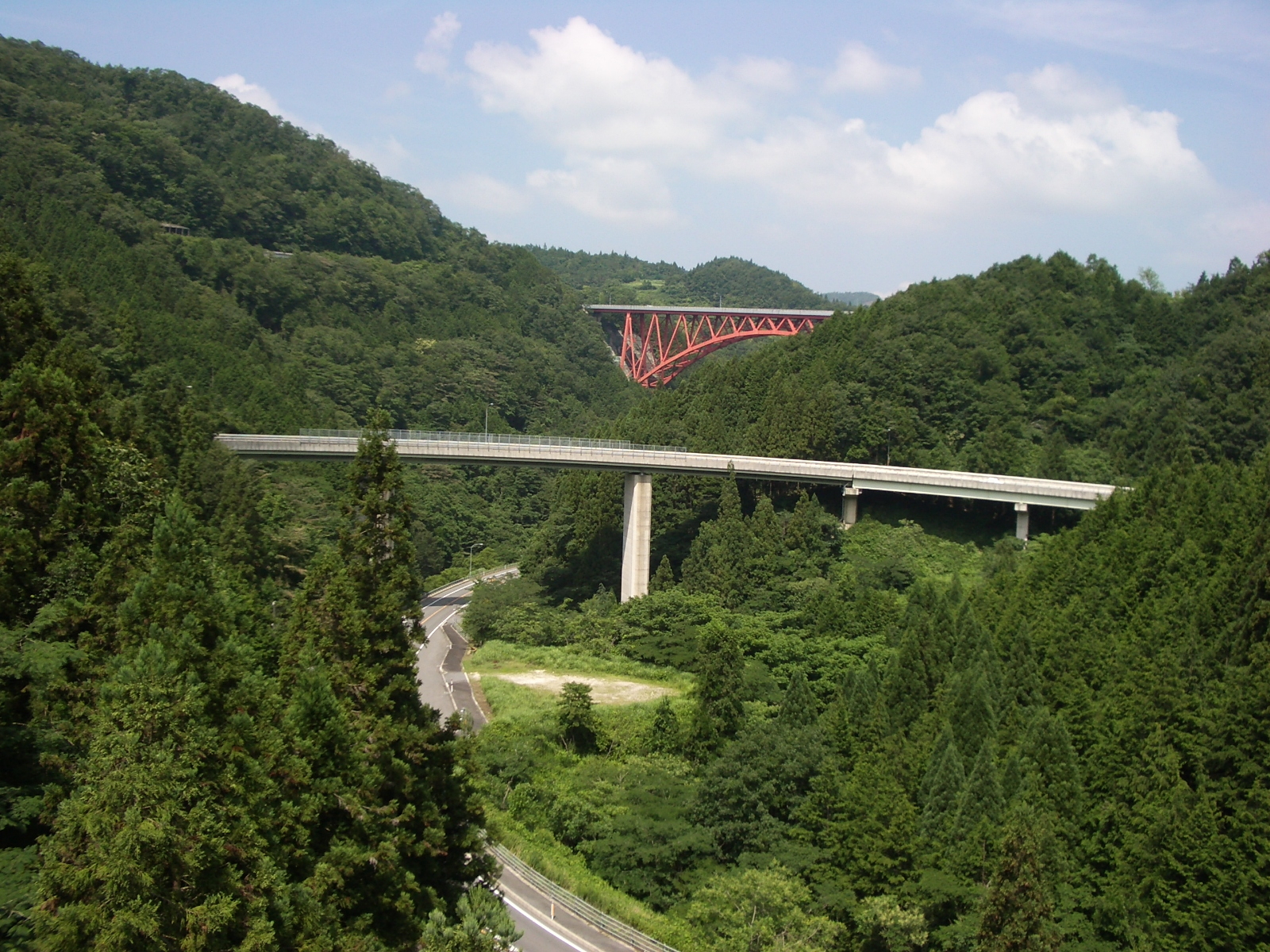
奥出雲おろちループ全景（2005年8月4日撮影）

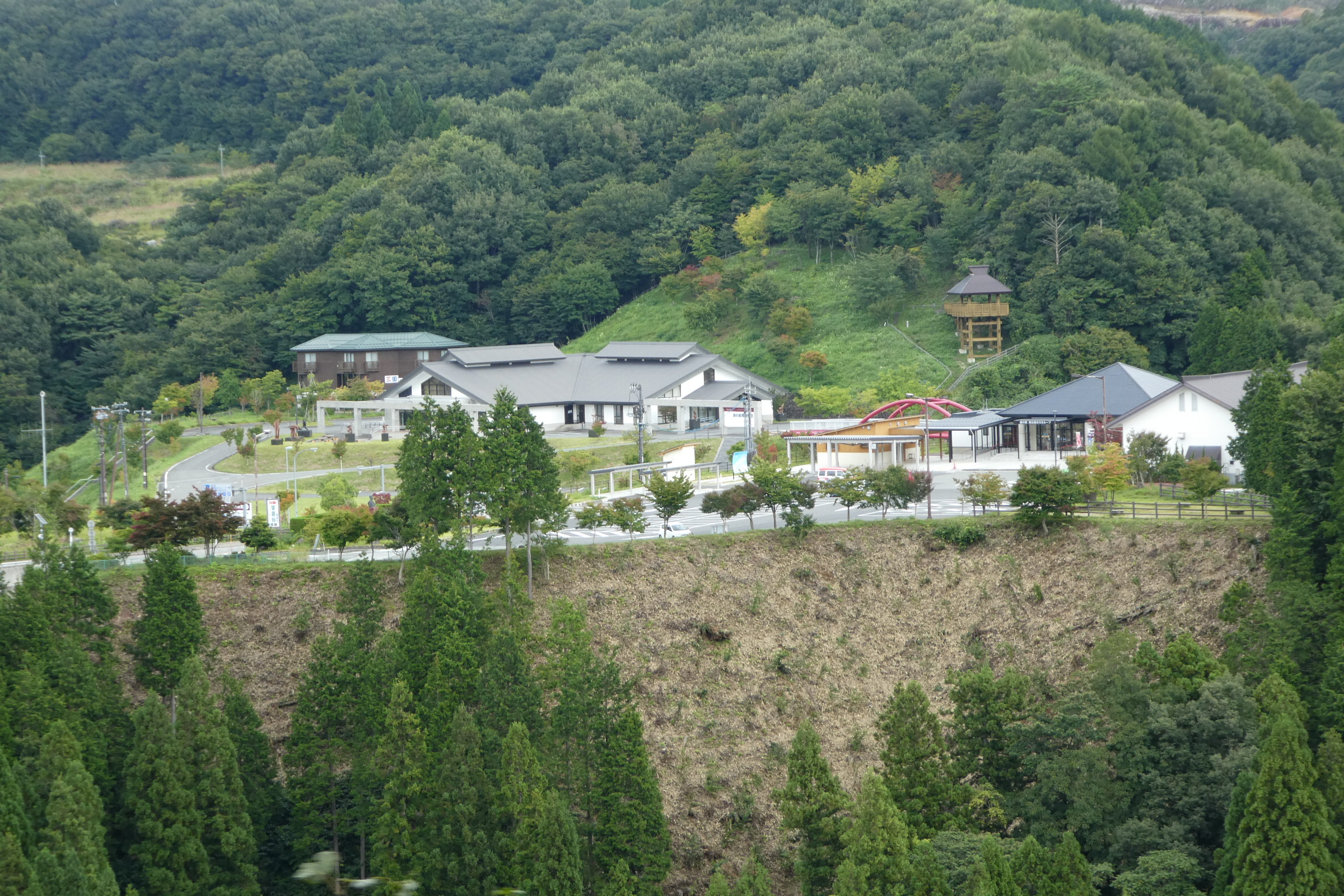
木次線列車内から見た道の駅全景（2017年9月）
右側がレストラン等、左側が鉄の彫刻美術館・三国ロッジ

道の駅奥出雲おろちループ（みちのえき おくいずもおろちループ）は、島根県仁多郡奥出雲町にある国道314号の道の駅である。

## 概要
奥出雲おろちループの二重ループ内にある。国道314号を挟んだ北側に彫刻家下田治（1924年（大正13年） - 2000年（平成12年）3月15日）の作品を展示する奥出雲町鉄の彫刻美術館と宿泊施設の三国ロッジがある。

## 歴史
- 1994年（平成6年）
  - 8月4日 - 道の駅第6回登録において、「道の駅奥出雲おろちループ」として登録。
  - 8月10日 - 開駅

## 施設
- 駐車場：61台
  - 普通車：56台
  - 大型車：3台
  - 身障者用：2台
- トイレ
  - 男：大 2器・小 5器
  - 女：6器
  - 身障者用：1器
- レストラン (9:00 - 15:00)
- 売店 (9:00 - 17:00)
- 休憩所 (24H)
- 情報コーナー (24Ｈ)
- 展望台

## アクセス
- 国道314号
- E2A 中国自動車道 20 東城ICから車で約45分、21 庄原ICから約50分。
- 奥出雲交通バス八川線「道の駅」バス停下車、徒歩1分。

## 休館日
- 毎週水曜日、年末年始